# Hafenprojektgesellschaft Helgoland

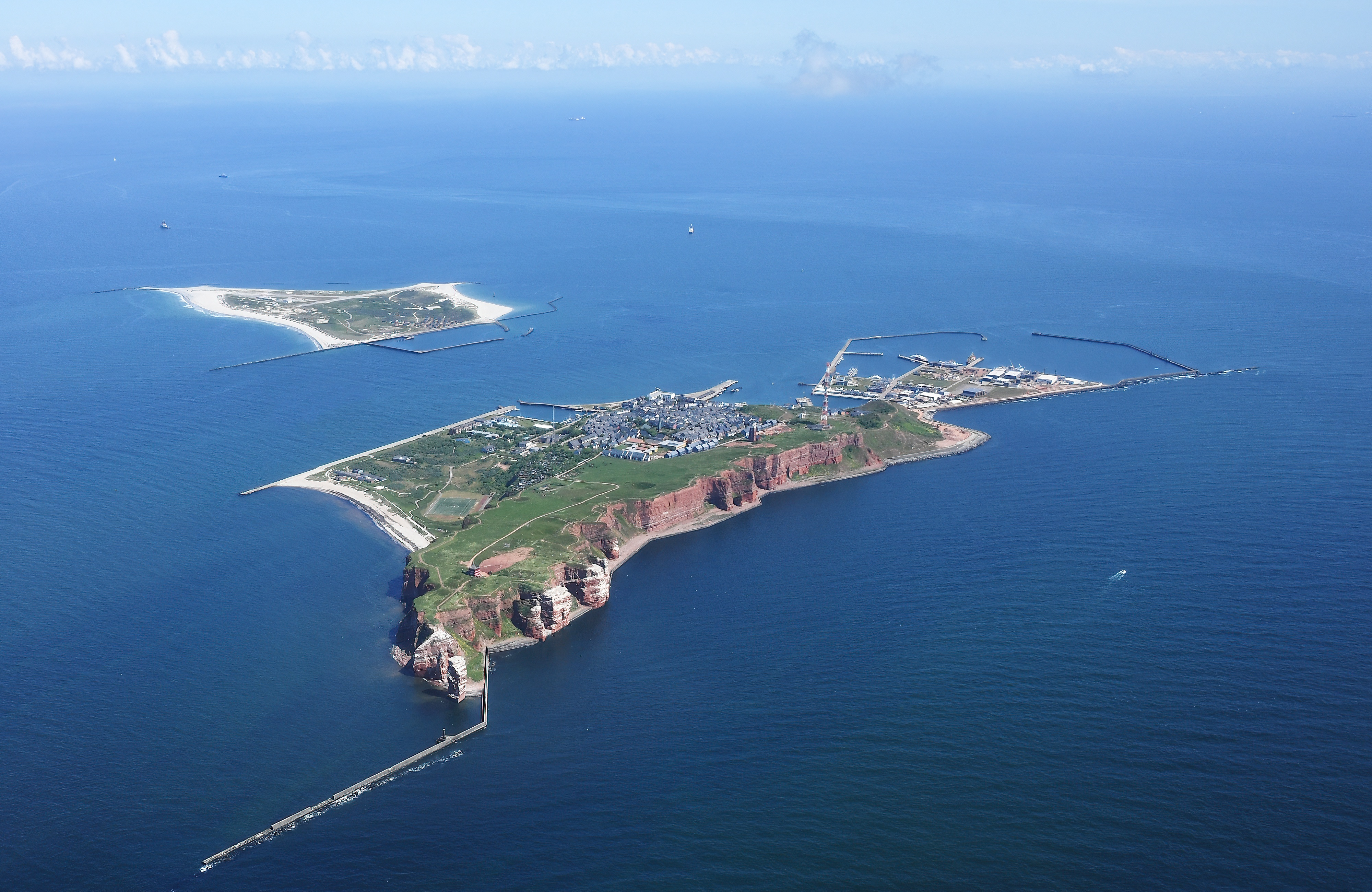
Hauptinsel Helgoland (vorne) und die Insel Düne im Luftbild

Die Hafenprojektgesellschaft Helgoland mbH mit Sitz in Elmshorn ist eine kommunale Gesellschaft, deren Aufgabe die Modernisierung und Vermarktung des Helgoländer Hafens ist.
Gesellschafter des Unternehmens sind die Gemeinde Helgoland sowie die WEP Wirtschaftsförderungs- und Entwicklungsgesellschaft des Kreises Pinneberg. Aufgabe der Gesellschaft ist es, die Baumaßnahmen der im Besitz der Gemeinde Helgoland stehenden Hafenanlagen zu steuern und zu koordinieren. Geschäftsführer des Unternehmens ist Peter Singer.
Die Tätigkeit der Gesellschaft gliedert sich in mehrere Teilprojekte:
- Binnenhafen: Sanierung des Hafenbeckens und der Uferbereiche zur Schaffung eines Multifunktionshafens
- Helgolandkai, ehemals Südkaje (2016 abgeschlossen): Ertüchtigung des Hafenbereichs, um den Frachtumschlag vom Binnenhafen dorthin verlagern zu können, sowie Schaffung eines Liegeplatzes für das Passagierschiff Helgoland
- Heliport (2015 abgeschlossen): Schaffung eines zivilen Heliports zur Nutzung für Ambulanzflüge sowie für Flüge im Rahmen der Bau- und Wartungsarbeiten an Offshore-Windparks
- Planstraßen (2013 abgeschlossen): Neubau zweier Straßen zur Erschließung des Südhafens
- Baufreimachung des Südhafengeländes (2013 abgeschlossen): Schaffung von Bauflächen für Offshore-Windenergie-Unternehmen
- Nordost-Hafen Helgoland: Nordwest-Kaje und Marina (in Arbeit): Modernisierung des Areals